# Rospez
 Rospez  (en bretón Rospezh) es una población y comuna francesa, situada en la región de Bretaña, departamento de Côtes-d'Armor, en el distrito de Lannion y cantón de Lannion.

## Demografía
| 737 | 758 | 1163 | 1630 | 1622 | 1525 | 1663 |
| Para los censos de 1962 a 1999 la población legal corresponde a la población sin duplicidades (Fuente: INSEE [Consultar]) |     |      |      |      |      |      |